# Cuphea radiaticaulis
Cuphea radiaticaulis är en fackelblomsväxtart som beskrevs av A. Lourteig. Cuphea radiaticaulis ingår i släktet blossblommor, och familjen fackelblomsväxter. Inga underarter finns listade i Catalogue of Life.